# Natação no Campeonato Mundial de Esportes Aquáticos de 2015 - 200 m peito masculino
A prova dos 200 metros peito masculino da natação no Campeonato Mundial de Esportes Aquáticos de 2015 ocorreu nos dias 6 de agosto e 7 de agosto em Cazã na Rússia. 

## Recordes
Antes desta competição, os recordes mundiais e do campeonato nesta prova eram os seguintes:
| Tipo                  | Atleta            | Tempo   | Local     | Data                   |
| --------------------- | ----------------- | ------- | --------- | ---------------------- |
|                       | Akihiro Yamaguchi | 2:07.01 | Gifu      | 15 de setembro de 2012 |
| Recorde do campeonato | Dániel Gyurta     | 2:07.23 | Barcelona | 2 de agosto de 2013    |

## Medalhistas
| Ouro             | Prata              | Bronze              |
| Marco Koch (GER) | Kevin Cordes (USA) | Dániel Gyurta (HUN) |

## Resultados

### Eliminatórias
Esses foram os resultados das eliminatórias.
| Pos. | Bateria | Raia | Nadador               | Nacionalidade  | Tempo   | Notas            |
| ---- | ------- | ---- | --------------------- | -------------- | ------- | ---------------- |
| 1    | 6       | 4    | Marco Koch            | Alemanha       | 2:09.12 | Q                |
| 2    | 6       | 3    | Andrew Willis         | Reino Unido    | 2:09.35 | Q                |
| 3    | 6       | 7    | Mao Feilian           | China          | 2:09.56 | Q,               |
| 4    | 5       | 4    | Dmitriy Balandin      | Cazaquistão    | 2:09.75 | Q                |
| 5    | 4       | 5    | Dániel Gyurta         | Hungria        | 2:09.81 | Q                |
| 6    | 5       | 0    | Matti Mattsson        | Finlândia      | 2:09.89 | Q                |
| 7    | 6       | 5    | Kevin Cordes          | Estados Unidos | 2:09.94 | Q                |
| 8    | 4       | 7    | Anton Chupkov         | Rússia         | 2:09.97 | Q                |
| 9    | 6       | 6    | Ilya Khomenko         | Rússia         | 2:10.13 | Q                |
| 10   | 4       | 2    | Anton Sveinn McKee    | Islândia       | 2:10.21 | Q,               |
| 11   | 5       | 1    | Erik Persson          | Suécia         | 2:10.41 | Q,               |
| 12   | 4       | 3    | Nic Fink              | Estados Unidos | 2:10.43 | Q                |
| 13   | 4       | 4    | Yasuhiro Koseki       | Japão          | 2:10.47 | Q                |
| 14   | 4       | 6    | Christian vom Lehn    | Alemanha       | 2:10.71 | Q                |
| 15   | 5       | 7    | Luca Pizzini          | Itália         | 2:11.00 | Q                |
| 16   | 5       | 3    | Giedrius Titenis      | Lituânia       | 2:11.11 | Q                |
| 17   | 5       | 2    | Li Xiang              | China          | 2:11.30 |                  |
| 18   | 4       | 0    | Laurent Carnol        | Luxemburgo     | 2:11.65 |                  |
| 18   | 5       | 9    | Yannick Käser         | Suíça          | 2:11.65 | Recorde nacional |
| 20   | 6       | 0    | Carlos Claverie       | Venezuela      | 2:12.33 |                  |
| 21   | 4       | 1    | Cameron van der Burgh | África do Sul  | 2:12.37 |                  |
| 22   | 6       | 8    | Thomas Dahlia         | França         | 2:12.64 |                  |
| 23   | 3       | 4    | Glenn Snyders         | Nova Zelândia  | 2:12.71 |                  |
| 24   | 6       | 9    | Tomáš Klobučník       | Eslováquia     | 2:12.74 |                  |
| 25   | 5       | 6    | Ryo Tateishi          | Japão          | 2:13.23 |                  |
| 26   | 5       | 5    | Adam Peaty            | Reino Unido    | 2:13.24 |                  |
| 27   | 4       | 9    | Richard Funk          | Canadá         | 2:13.33 |                  |
| 28   | 6       | 1    | Panagiotis Samilidis  | Grécia         | 2:14.24 |                  |
| 29   | 6       | 2    | Thiago Simon          | Brasil         | 2:14.28 |                  |
| 30   | 3       | 3    | Vladislav Mustafin    | Uzbequistão    | 2:14.31 |                  |

| Ver o restante da classificação | Ver o restante da classificação | Ver o restante da classificação | Ver o restante da classificação | Ver o restante da classificação | Ver o restante da classificação | Ver o restante da classificação |
| Pos.                            | Bateria                         | Raia                            | Nadador                         | Nacionalidade                   | Tempo                           | Notas                           |
| ------------------------------- | ------------------------------- | ------------------------------- | ------------------------------- | ------------------------------- | ------------------------------- | ------------------------------- |
| 31                              | 2                               | 3                               | Daniils Bobrovs                 | Letônia                         | 2:14.85                         |                                 |
| 32                              | 3                               | 1                               | Jorge Murillo                   | Colômbia                        | 2:14.92                         |                                 |
| 33                              | 4                               | 8                               | Ayrton Sweeney                  | África do Sul                   | 2:14.98                         |                                 |
| 34                              | 2                               | 4                               | Martin Allikvee                 | Estónia                         | 2:15.09                         | Recorde nacional                |
| 35                              | 3                               | 6                               | Marcin Stolarski                | Polónia                         | 2:15.47                         |                                 |
| 36                              | 3                               | 9                               | Diogo Carvalho                  | Portugal                        | 2:15.58                         |                                 |
| 37                              | 3                               | 7                               | Ilya Shymanovich                | Bielorrússia                    | 2:16.02                         |                                 |
| 38                              | 5                               | 8                               | Felipe França Silva             | Brasil                          | 2:16.13                         |                                 |
| 39                              | 2                               | 5                               | Lee Hsuan-yen                   | Taipé Chinesa                   | 2:16.28                         |                                 |
| 40                              | 2                               | 2                               | Ahmad Al-Bader                  | Kuwait                          | 2:16.50                         |                                 |
| 41                              | 3                               | 8                               | Christoph Meier                 | Liechtenstein                   | 2:17.07                         |                                 |
| 42                              | 2                               | 7                               | Irakli Bolkvadze                | Geórgia                         | 2:17.30                         |                                 |
| 43                              | 3                               | 0                               | Azad Al-Barazi                  | Síria                           | 2:18.19                         |                                 |
| 44                              | 3                               | 5                               | Sandeep Sejwal                  | Índia                           | 2:18.68                         |                                 |
| 45                              | 2                               | 6                               | Mauro Castillo                  | México                          | 2:19.07                         |                                 |
| 46                              | 2                               | 8                               | Arya Nasimi                     | Irão                            | 2:20.22                         |                                 |
| 47                              | 1                               | 4                               | Anton Zheltyakov                | Azerbaijão                      | 2:20.83                         |                                 |
| 48                              | 3                               | 2                               | Radomyos Matjiur                | Tailândia                       | 2:21.30                         |                                 |
| 49                              | 2                               | 1                               | Julian Fletcher                 | Bermudas                        | 2:21.39                         |                                 |
| 50                              | 2                               | 0                               | Denis Petrashov                 | Quirguistão                     | 2:22.84                         |                                 |
| 51                              | 1                               | 5                               | Adriel Sanes                    | Ilhas Virgens Americanas        | 2:24.91                         |                                 |
| 52                              | 1                               | 3                               | Simanga Dlamini                 | Essuatíni                       | 2:45.73                         |                                 |

### Semifinal
Esses foram os resultados das semifinais.
Semifinal 1
| Pos. | Raia | Nadador            | Nacionalidade  | Tempo   | Notas  |
| ---- | ---- | ------------------ | -------------- | ------- | ------ |
| 1    | 4    | Andrew Willis      | Reino Unido    | 2:08.72 | Q      |
| 2    | 5    | Dmitriy Balandin   | Cazaquistão    | 2:09.22 | Q      |
| 3    | 6    | Anton Chupkov      | Rússia         | 2:09.64 | Q, WJR |
| 4    | 7    | Nic Fink           | Estados Unidos | 2:10.04 |        |
| 5    | 8    | Giedrius Titenis   | Lituânia       | 2:10.45 |        |
| 6    | 3    | Matti Mattsson     | Finlândia      | 2:10.51 |        |
| 7    | 2    | Anton Sveinn McKee | Islândia       | 2:10.79 |        |
| 8    | 1    | Christian vom Lehn | Alemanha       | 2:11.26 |        |

Semifinal 2
| Pos. | Raia | Nadador         | Nacionalidade  | Tempo   | Notas |
| ---- | ---- | --------------- | -------------- | ------- | ----- |
| 1    | 1    | Yasuhiro Koseki | Japão          | 2:08.03 | Q     |
| 2    | 4    | Marco Koch      | Alemanha       | 2:08.34 | Q     |
| 3    | 3    | Dániel Gyurta   | Hungria        | 2:08.53 | Q     |
| 4    | 6    | Kevin Cordes    | Estados Unidos | 2:08.69 | Q     |
| 5    | 5    | Mao Feilian     | China          | 2:09.54 | Q,    |
| 6    | 2    | Ilya Khomenko   | Rússia         | 2:09.86 |       |
| 7    | 7    | Erik Persson    | Suécia         | 2:10.87 |       |
| 8    | 8    | Luca Pizzini    | Itália         | 2:11.05 |       |

### Final
Esse foi o resultado da final.
| Pos.              | Raia | Nadador          | Nacionalidade  | Tempo   | Notas |
| ----------------- | ---- | ---------------- | -------------- | ------- | ----- |
| Medalha de ouro   | 5    | Marco Koch       | Alemanha       | 2:07.76 |       |
| Medalha de prata  | 6    | Kevin Cordes     | Estados Unidos | 2:08.05 |       |
| Medalha de bronze | 3    | Dániel Gyurta    | Hungria        | 2:08.10 |       |
| 4                 | 2    | Andrew Willis    | Reino Unido    | 2:08.52 |       |
| 5                 | 4    | Yasuhiro Koseki  | Japão          | 2:09.12 |       |
| 6                 | 7    | Dmitriy Balandin | Cazaquistão    | 2:09.58 |       |
| 7                 | 8    | Anton Chupkov    | Rússia         | 2:09.96 |       |
| 8                 | 1    | Mao Feilian      | China          | 2:10.02 |       |

Legenda
| Recorde mundial       | Recorde mundial (World record)               |                       | Recorde africano                      | Recorde africano (African) |                                           | Q | Classificado por posição (Qualified) |
| Recorde do campeonato | Recorde do campeonato (Championship record)  | Recorde da América    | Recorde da América (Americas)         | q                          | Classificado por melhor tempo (Qualified) |   |                                      |
| Melhor marca do ano   | Melhor marca do ano (World leading)          | Recorde asiático      | Recorde asiático (Asian)              | DNS                        | Não largou (Did not start)                |   |                                      |
| Recorde nacional      | Recorde nacional (National record)           | Recorde europeu       | Recorde europeu (European)            | DNF                        | Não terminou (Did not finish)             |   |                                      |
| Recorde pessoal       | Recorde pessoal do atleta (Personal best)    | Recorde da Oceania    | Recorde da Oceania (Oceania)          | DSQ / DQ                   | Desclassificado (Disqualified)            |   |                                      |
| Recorde da temporada  | Recorde da temporada do atleta (Season best) | Recorde sul-americano | Recorde sul-americano (South America) | NM                         | Sem marca (No mark)                       |   |                                      |